# Chionaspis lumbiniana
Chionaspis lumbiniana är en insektsart som beskrevs av Sadao Takagi 1985. Chionaspis lumbiniana ingår i släktet Chionaspis och familjen pansarsköldlöss.
Artens utbredningsområde är Nepal. Inga underarter finns listade i Catalogue of Life.